# Natividad Pulido
Natividad Pulido Varo es una periodista y crítica de arte española. Jefa de la Sección de Cultura de ABC. Dio la exclusiva mundial de la pérdida por parte del Museo Reina Sofía de una escultura de 38 toneladas de peso. El escritor Juan Tallón convirtió la noticia en novela, bajo el título Obra maestra, y a Natividad Pulido en un personaje literario.Es un referente en la historia del periodismo cultural en España.

## Trayectoria
Licenciada en Filología Hispánica por la Universidad de Granada y en Periodismo por la Universidad Complutense de Madrid.  Máster de periodismo ABC en la Universidad Complutense de Madrid.
Es jefa de Cultura del diario español ABC.En este medio publica numerosos temas de actualidad relacionados con el arte, su dinámica, gestión y producción, tanto sobre el Museo del Prado como del Museo Reina Sofía. Así como temas de arquitectura contemporánea.Participó en las jornadas sobre museología en el año 2004 con el artículo El Museo es noticia.
Realiza numerosas entrevistas a artistas y personas relevantes del mundo del arte, como la realizada a la mítica galerista española fundadora de la feria  de arte contemporáneo ARCO, Juana de Aizpuru, cuando anunció el cierre  de su galería.

## Relación de artículos publicados
- En La voz de Cádiz se recoge un listado de numerosos artículos escritos por la autora principalmente de temas de arte.[9]
- En ABC existe una relación de los numerosos artículos publicados en este medio de temas de actualidad relacionados con el arte.[10]
- En Huelva 24, hay otra relación de los artículos escritos por la autora.[11]
- En Arquitectura Viva, existe otra relación de los artículos publicados en esta revista de arquitectura. [12]